# نبرد اوتریا
نبرد اوتریا (استونیایی: Utria dessant) در طول جنگ استقلال استونی در ۱۷–۲۰ ژانویه ۱۹۱۹ در ساحل اودریا، استونی رخ داد. این نبرد که توسط نیروهای استونی متشکل از سربازان داوطلب فنلاندی به صورت دریایی و زمینی انجام شد با پیروزی آنها بر نیروی‌های شوروی به پایان رسید.